# Marcelo Arturo González Amador
Marcelo Arturo González Amador (* 16. Januar 1956 in Placetas) ist Bischof von Santa Clara.

## Leben
Marcelo Arturo González Amador empfing am 18. Dezember 1983 die Priesterweihe.
Papst Johannes Paul II. ernannte ihn am 31. Oktober 1998 zum Titularbischof von Segia und Weihbischof in Santa Clara. 
Der Bischof von Santa Clara, Fernando Ramon Prego Casal, spendete ihm am 20. Dezember desselben Jahres die Bischofsweihe; Mitkonsekratoren waren Beniamino Stella, Apostolischer Nuntius auf Kuba, und Pedro Claro Meurice Estiu, Erzbischof von Santiago de Cuba.
Am 4. Juni 1999 wurde er zum Bischof von Santa Clara ernannt und am 18. Juli desselben Jahres in das Amt eingeführt.